# Matilda Hunter
Matilda Harriet Jane "Mattie" Hunter es un personaje ficticio de la serie de televisión australiana Home and Away, interpretada por la actriz Indiana Evans del 21 de enero del 2004 al 24 de julio del 2008. 

## Biografía
Matilda y su hermano gemelo Henry son los menores de los hermanos Hunter, ambos llegaron a Summer Bay a principios del 2004 cuando su madre los sacó del internado, para ahorrar dinero después de que ella y Rhys Sutherland le compraran el caravan park a Josh West. 
A su regreso Matilda hablaba francés y después de que su madre se casara con Rhys, se le hizo muy difícil adaptarse, se volvió malcriada y desconsiderada hacia los Sutherland y junto a Henry siempre peleaba con Max. A pesar de sus protestas Beth no iba a cambiar nada, así que Matilda tuvo que comenzar a acostumbrarse a la bahía. 
Después de que su hermano Robbie electrocutara a Matilda accidentalmente mientras probaba uno de sus experimentos, pasó unos días en el hospital y al salir junto con Henry comenzaron a estafarle dinero a la gente diciéndoles que podían predecir el futuro. Poco después se enamoró de Kim Hyde, quien es seis años mayor que ella, mientras que Kim estaba en la playa Matilda trató de impresionarlo pero quedó atrapada en un remolino, Kim al inicio creyó que solo se estaba luciendo pero luego se dio cuenta de que en realidad se estaba ahogando y la rescató, ya en el hospital Kim le dijo que no sentía nada por ella, lo que dejó a Matilda con el corazón roto.
Poco después Max comienza a enamorarse de Matilda y junto a Henry trataron de mantener a Rhys y a Beth juntos ya que el matrimonio comenzaba a tener problemas, sin embargo no lo lograron ya que Rhys dejó a Beth por su exesposa Shelley. Así que Beth decidió intercambiar casa con Sally Fletcher y Flynn y se mudaron.
Matilda comenzó a molestar a Barry Hyde para que dejara que hubieran clases de autodefensa en la escuela y al final Barry accedió. Cuando su hermana Kit llegó a Summer Bay, Matilda escuchó a Robbie decir que a Kim le gusto su hermana y pensó que por fin se había enamorado de ella, pero se desilusionó cuando se enteró de que a la que Kim quería era a su hermana mayor, Kit. Así que Matilda siguió con sus clases de defensa y fue al club de surf y uso lo aprendido en Kim.
En el 2005 durante los incendios en el bosque, Matilda se encontraba caminando con Henry y se encontraron un cuerpo calcinado, que más tarde se descubrió era el cuerpo de la verdadera Zoe McAllister, esto hizo que Matilda comenzara a madurar. 
Es muy buena amiga de Cassie Turner, Belle Taylor, Martha MacKenzie - Holden, Irene Roberts, Alf Stewart y Tony Holden.
Matilda se hizo amiga de Ric Dalby, quien al inicio molestaba a Henry. Aunque quiso que su amistad se convirtiera en una relación Ric la rechazó y comenzó a salir con Cassie Turner, con quien Matilda había llegado a Bay. 
Poco después llegó a la bahía Diesel y Matilda se enamoró de él, sin embargo él también la rechazó ya que estaba más interesado en Sally. Esto hizo que Matilda comenzara a sentir que los chicos no la querían y se volvió rebelde, comenzó a entrar a lugares ilegalmente, a beber y a asistir a conciertos de rock y fiestas salvajes. En una de esas ocasiones fue atropellada y paso un tiempo en el hospital, de donde se escapó y se fue a otra fiesta, donde perdió de nuevo el control y fue recogida por un extraño quien la llevó a un cobertizo, sin embargo Matilda logró escaparse y su comportamiento comenzó a regresar a la normalidad.
Un mes después la familia Holden se mudó a lado. El hijo menor de Tony, Lucas y Matilda terminaron interpretando los papeles principales en la obra de Colleen, donde compartieron su primer beso. La relación se hizo estable y juntos le hicieron una broma a Amanda con una bomba de pintura, lo cual casi la deja ciega. Lamentablemente la felicidad no duró ya que Matilda tuvo que enfrentar la muerte de su abuelo, poco después Beth comenzó a salir a Tony y ambos decidieron mudarse juntos, por lo que Matilda comenzó a vivir con Lucas. Sin embargo Lucas no tomó muy bien la idea de vivir con mujeres de nuevo, ya que por mucho tiempo solo habían sido él, su padre y su hermano mayor Jack Holden. Por lo que comenzó a cambiar su conducta y Matilda pensó que él estaba saliendo con Lee Morton lo cual ocasionó que rompiera con él.
En el 2006 Matilda fue una de las damas de honor en la boda de Jack y Martha, durante la recepción Eve Jacobson hizo estallar el lugar y Matilda fue una de las personas que sufrió heridas, ya que terminó con una quemadura cerca de su hombro y cuello, lo cual hizo que reaccionara mal. Como consecuencia Matilda comenzó a desarrollar problemas de bulimia, Lucas y Cassie comenzaron a sospechar que algo estaba mal. Solo después de que Matilda colapsara y fuera llevada al hospital Cassie decidió decirle a su madre que algo le estaba pasando. En el hospital Rachel Armstrong le sugirió que fuera a un lugar de apoyo y ella aceptó, ahí conoció a Dean con quien comenzó a salir, pero la relación no duró cuando Lucas descubrió a Dean con Gareth, lo que dejó a Matilda de nuevo devastada.
Su siguiente ralción fue con Ric Dalby, con quien comenzó a salir a pesar de los deseos de su madre, quien pensaba que él era muy viejo para ella. Esto ocasionó que Matilda mintiera con el fin de pasar una noche con Ric en el Blaxland, desafortunadamente Colleen la descubrió y se lo dijo a Beth, quien no lo tomó muy bien. Su relación con Ric continuó yendo bien, incluso Matilda apoyó a Ric cuando fue acusado injustamente de la muerte de Rocco y con la ayuda de Lucas ideó un plan para atrapar al verdadero asesino, su hermano Johnny Rocco el cual funcionó y Ric fue liberado.
Matilda y Ric sellaron su relación durmiendo juntos. Con su madre en Francia visitando a su hermano mayor Scott, su esposa Hayley y al pequeño Noah, Matilda se encargó de ser el apoyo de su hermana Kit durante su embarazo, en el hospital el día del nacimiento del pequeño Archie, se enteraron por Tony que su madre Beth había muerto en un accidente en la carretera al regresar a Bay. Su muerte fue un golpe duro pero se mantuvo entera por su hermana. Su relación con Ric parecía más fuerte que nunca pero después de que Kit se fuera de Summer Bay con Kim y Archie, Matilda comenzó a salir con Emma una compañera en la escuela y unos chicos, que ocasionó que se alejara de Ric y Cassie. 
Después de organizar una fiesta en el caravan park, las cosas se salieron de control y sus nuevos amigos destrozaron la casa, lo cual ocasionó que Matilda se fuera de Bay con ellos. A pesar de los intentos de Ric y Tony por convencer a Matilda de regresar no lo lograron, después de que Ric desapareciera en una tormenta Cassie también intentó hacer que volviera, después de descubrir que Rueben le había estado mintiendo decidió regresar y se reunió con Ric. 
Ambos hablaron de mudarse juntos, pero con la negativa de Sally y Brad Arsmtrong, decidió mudarse con Martha, después de ver que no eran compatibles, regresó a su hogar. Después de descubrir que Matilda estaba buscando universidades fuera de Bay, Ricle dijo que pensaba en irse con ella. Sin embargo a punto de reprobar sus exámenes, Matilda decide repetir el año, lo cual dejó a Ric triste, ya que ya había asimilado la idea de irse a la ciudad.
Poco después comenzó a sospechar de Ric luego de que este recibiera mensajes de una mujer misteriosa, quien luego se reveló que era Viv Anderson, una clienta. Matilda le dijo que debía de dejar de pasar tiempo con ella y el aceptó, pero luego lo descubrió besándola en la playa. La relación terminó cuando Matilda descubrió que Ric se había acostado con ella.
Cuando Cassie es diagnosticada con VIH, ambos decidieron dejar a un lado sus diferencias, para apoyarla. Después de la muerte de Dan, los recuerdos de la muerte de su madre la abrumaron y pero siguió adelante con el apoyo de Ric y poco después regresaron, pero la felicidad no duró ya que Johnny Cooper entró en la casa de los Hunter-Holden y ató a Matilda antes de atacar a Ric, ambos salieron bien de la situación. La experiencia los acercó más y ambos se mudaron a la casa del caravan park.
Poco después Cassie dejó Summer Bay, lo cual dejó triste a Matilda. Luego Noel Anderson le ofreció dinero a Ric para que peleara, Matilda no estaba de acuerdo pero la propuesta era demasiado tentadora para Ric quien aceptó la oferta y le dijo a Matilda que iba a la ciudad a visitar a Drew pero poco después incapaz de ocultar la verdad Matilda se enteró. Ambos decidieron enfrentarse a la situación juntos, en su última pelea Matilda le pidió a Jazz que la acompañara pero las cosas empeoraron cuando Ric se derrumbó y ambas lo llevaron al hospital, donde se recuperó. Esa noche Viv se presentó embarazada y diciendo que había algo malo con el bebé, Matilda se quedó a su lado y lo apoyó lo cual impresionó a Alf y Martha.
El día del aniversario de la muerte de su madre, Matilda, Ric, Tony y Rachel la recordaron. En el lugar Tony le dice que es fuerte como su madre y Matilda le da su bendición en su relación con Rachel, por lo cual Tony se siente aliviado.
Sin embargo Noel comienza a chantajear a Ric con el bebé para que vuelva a luchar, Matilda y Ric le avisan a Jack y Fitzy de la pelea, quienes llegan a tiempo y arrestan a Noel. Viv en cambio continua teniendo problemas con el bebé, después de que Ric y Matilda deciden llevarla a vivir con ellos, esta desaparece. Poco después Matilda recibe una carta de la universidad del Oeste de Australia quienes desean entrevistarla, pero las buenas noticias no duran luego de que Viv regresa y les dice que el bebé murió.
Cuando Jai Fernández se mudó al caravan park accidentalmente le contó a Ric acerca de la oferta de la universidad de Perth, por lo que Ric se molestó ya que se lo había ocultado. Sin embargo Matilda asiste a la entrevista y tiempo después le ofrecen un puesto en la universidad para que estudie derecho. Lamentablemente a Ric le ofrecen una asociación en el Bait Shop y a pesar de la insistencia de Matilda para que vaya con ella a Perth, Ric decide quedarse. 
En la fiesta de su despedida Matilda se despide de sus seres más queridos Belle, Irene, Tony y Alf. Ric no llega a la fiesta ya que está encerrado en la tienda pero cuando logra escapar se da cuenta de que Mattie ya se había ido a la estación.
En Perth, Matilda hace nuevos amigos Daisy, su compañera de cuarto y Nathan, el asesor de residentes, sin embargo no puede olvidar a Ric y cuando hablan por teléfono ambos admiten que se extrañan. 
Mientras tanto en Summer Bay, Alf decide hacer algo, despide a Ric y le compra un boleto de avión a Perth. Poco después Ric llega a la universidad y cuando entra al cuarto de Matilda, descubre a Nathan en su cama, a pesar de que le dice que nada pasó no le cree y se va. 
Daisy trata de juntarlos y habla con Ric y Matilda. Poco después ambos admiten que no pueden vivir el uno sin el otro y se besan. Más tarde ambos corren de la lluvia y entran al cuarto de Matilda, donde apagan las luces, se besan y cierran las cortinas.